# Kimia decorabilis
Kimia decorabilis är en tvåvingeart som först beskrevs av George Frederick Leicester 1908.  Kimia decorabilis ingår i släktet Kimia och familjen stickmyggor. Inga underarter finns listade i Catalogue of Life.